# Luxottica

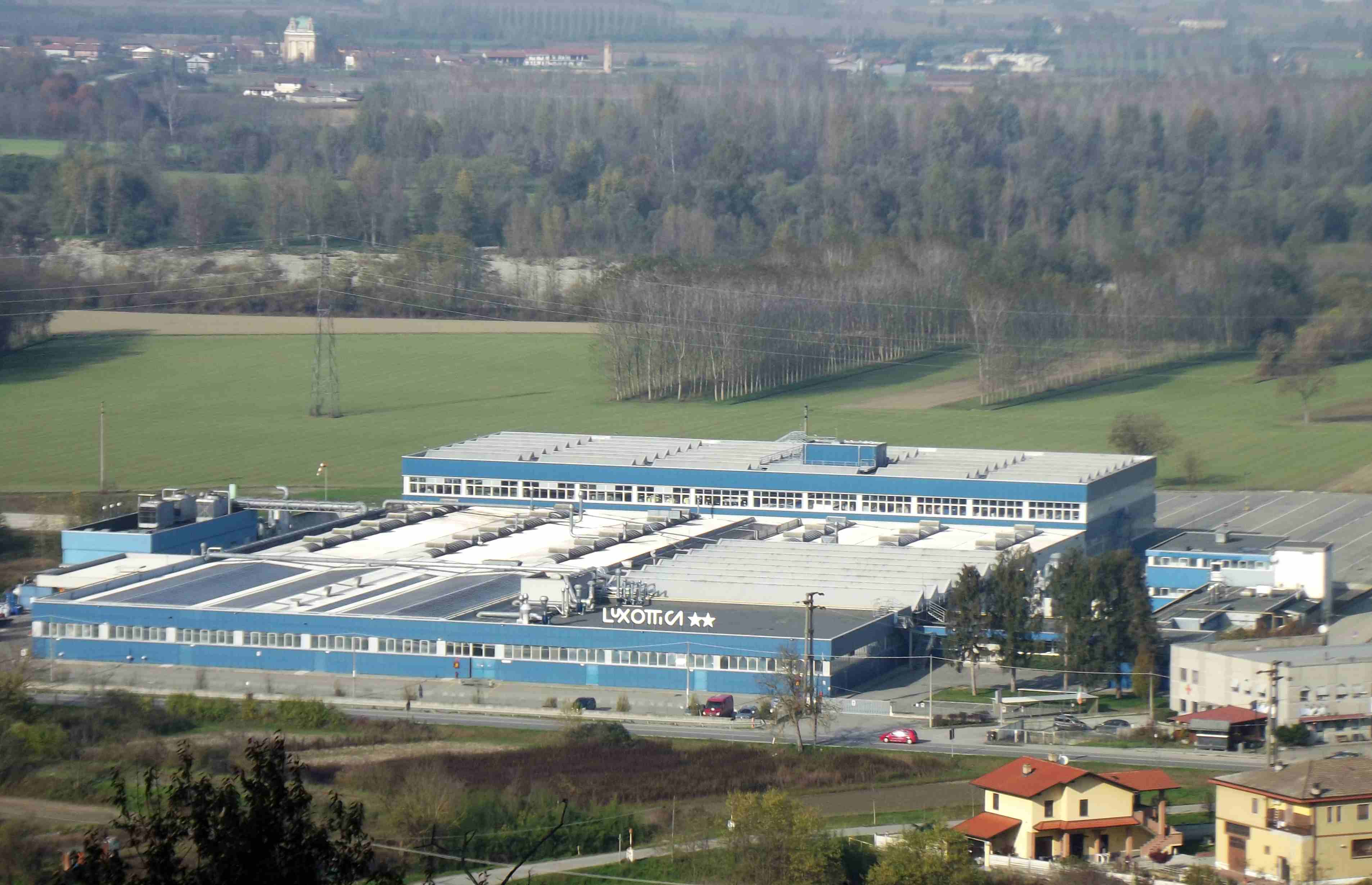
L'établissement de Lauriano (Italie)

Luxottica Group S.p.A. est une entreprise italienne, leader mondial dans la fabrication et la distribution de montures de lunettes.
En tant que société basée sur une  intégration verticale, Luxottica conçoit, fabrique, distribue et vend au détail ses marques de lunettes, notamment LensCrafters, Sunglass Hut, Apex by Sunglass Hut, Pearle Vision, Target Optical, Eyemed vision care plan, et Glasses.com. Ses marques les plus connues sont Costa, Ray-Ban, Persol, Oliver Peoples et Oakley.
Luxottica fabrique également des lunettes de soleil et des montures de prescription pour des marques de créateurs telles que Chanel, Prada, Giorgio Armani, Burberry, Versace, Dolce et Gabbana, Michael Kors, Coach (entreprise), Miu Miu et Tory Burch,,.
En janvier 2017, Luxottica a annoncé une fusion avec Essilor. L'entité combinée commanderait plus d'un quart des ventes mondiales en valeur de lunettes,. En mars 2018, la Commission européenne a approuvé sans condition la fusion d'Essilor et de Luxottica. Le 1er octobre 2018, la nouvelle société holding EssilorLuxottica est née, résultant en une capitalisation boursière combinée d'environ 70 milliards de dollars.

## Histoire
L'entreprise a été fondée à Agordo (Dolomites) en 1961 par Leonardo Del Vecchio.
Del Vecchio a débuté en tant qu'apprenti chez un outilleur-matriceur à Milan, mais il a décidé de consacrer ses compétences en métallurgie à la fabrication de pièces de lunettes. En 1961, il s'installe donc à Agordo, dans la province de Belluno, où se trouve la majeure partie de l'industrie italienne de la lunette. La nouvelle société était Luxottica S.A.S., une société en commandite dont Del Vecchio était l'un des associés fondateurs. En 1967, il a commencé à vendre des montures de lunettes complètes sous la marque Luxottica, ce qui s'est avéré suffisamment fructueux pour que, en 1971, il mette fin à l'activité de fabrication en sous-traitance.
Convaincu de la nécessité d'une intégration verticale, il acquiert en 1974 Scarrone, une société de distribution. En 1981, l'entreprise crée sa première filiale internationale, en Allemagne, la première d'une rapide période d'expansion internationale. Le premier de nombreux accords de licence avec un designer est conclu avec Armani, en 1988.
La société a été cotée à New York en 1990, et à Milan en décembre 2000, rejoignant l'indice MIB-30 (désormais FTSE MIB) en septembre 2003.
La cotation a permis à la société de lever des fonds et d'utiliser ses actions pour acquérir d'autres marques, à commencer par la marque italienne Vogue Eyewear en 1990, Persol et la United States Shoe Corporation (LensCrafters) en 1995, Ray-Ban en 1999 pour 640 millions de dollars. et Sunglass Hut, Inc. en 2001. Luxottica a ensuite accru sa présence dans le secteur de la vente au détail en acquérant OPSM basé à Sydney en 2003, Pearle Vision et Cole National en 2004. Le groupe commercialise également les lunettes de marques Persol, Ferragamo, Chanel, Versace, Prada, Vogue, Armani, D&G.
Luxottica a acquis Oakley en novembre 2007 pour 2,1 milliards de dollars américains. Oakley avait essayé de contester leurs prix en raison de la grande part de marché de Luxottica, et Luxottica a répondu en retirant Oakley de leurs magasins, ce qui a provoqué la chute de leur cours de bourse, suivie d'une prise de contrôle hostile de la société par Luxottica.
En août 2011, Luxottica a acquis Erroca pour 20 millions d'euros.
En novembre 2012, Luxottica rachète le lunetier français Alain Mikli pour 150 millions d'euros. Des accords ont été conclus avec Michael Kors, Sunglass Hut et Macy's.
En mars 2014, il a été annoncé que Luxottica s'associerait à Google pour le développement des Google Glass et leur intégration dans les lunettes de Luxottica.
En janvier 2017, Luxottica annonce la fusion de ses activités avec celles d'Essilor. Cette opération vise à créer un groupe de 16 milliards d'euros de chiffre d'affaires avec environ 150 000 employés. Son siège social est situé à Charenton-le-Pont près de Paris. Leonardo Del Vecchio le fondateur de Luxottica avec Delfin SARL possède 38,4 % du capital de cette nouvelle holding, née le 1er octobre 2018 et nommée Essilor Luxottica,.
Le même mois, Luxottica annonce l'acquisition pour 110 millions d'euros de l'entreprise brésilienne Oticas Carol, qui a un réseau de près de 950 magasins en franchise.
En mai 2021, quatre ans après l’annonce d’une fusion entre égaux, Luxottica a fait main basse sur Essilor, Leonardo Del Vecchio obtient les pleins pouvoirs,.
En mars 2023, Luxottica et Bulgari annoncent dans un communiqué le non renouvellement de leur collaboration qui a duré plus de vingt ans et qui prendra fin le 31 décembre 2023,.

## Activité
L'entreprise possède des usines en Italie, en Chine (à Dongguan), aux États-Unis (à Foothill Ranch), au Brésil (à Campinas) et en Inde (à Bhiwadi).Et emploie 140 000 salariés.
Son chiffre d'affaires 2006 est de 4,7 milliards d'euros, de 7,1 milliards d'euros en 2012, et de 9 milliards d'euros en 2015. Le chiffre d'affaires est de 4,72 milliards d'euros pour le premier semestre 2016.
Luxottica a son siège social à Milan et est cotée sur les Bourses de Milan et New York (NYSE). En 2017, Luxottica décide de se retirer de la bourse de New York. L'entreprise possède une filiale d'assurance médicale, EyeMed, ainsi que 7 000 points de vente dans le monde, dans différents niveaux de gamme,.

## Marques de lunettes

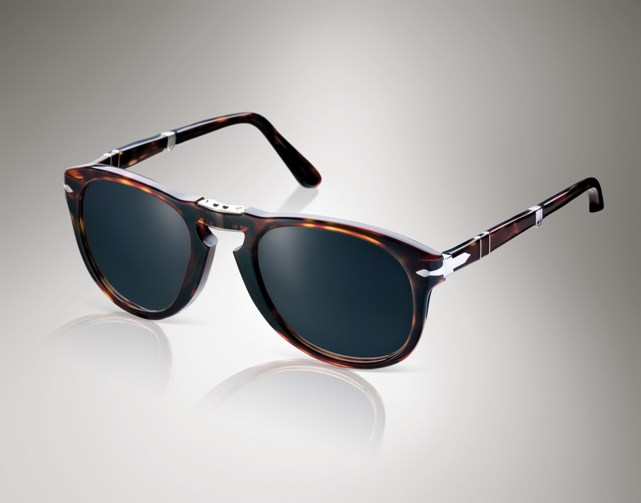
Lunettes de soleil Persol

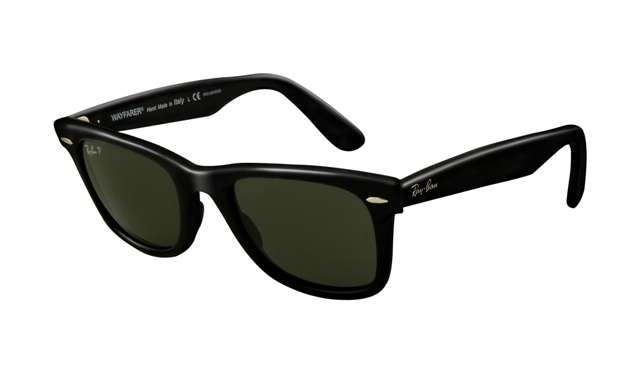
Lunettes de soleil Ray-Ban

Les deux principales offres de produits de Luxottica sont les lunettes de soleil et les montures de prescription. L'entreprise opère dans deux secteurs : la fabrication et la distribution en gros, et la distribution au détail.
Les marques maison sont les suivantes, :
- Alain Mikli
- Arnette
- Costa Del Mar
- Systèmes de sécurité oculaire (ESS)
- Luxottica
- Native Eyewear[43]
- Oakley
- Oliver Peoples
- Persol
- Ray-Ban
- Sferoflex
- Vogue Eyewear

L'entreprise fabrique également des lunettes sous licence pour les marques de créateurs suivantes, :
- Giorgio Armani
- Brooks Brothers
- Bulgari
- Burberry
- Chanel
- Coach
- Dolce & Gabbana
- Emporio Armani
- Michael Kors
- Miu Miu
- Polo Ralph Lauren
- Prada
- Ralph Eyewear
- Ralph Lauren
- Scuderia Ferrari
- Starck Biotech Paris
- Tiffany & Co.
- Tory Burch
- Valentino[44].
- Versace

Ces marques sont vendues dans les boutiques de l'entreprise, ainsi qu'à des distributeurs indépendants tels que les grands magasins, les boutiques hors taxes et les opticiens.

## Critiques
Luxottica a été accusée de maintenir des prix élevés sur ses lunettes, par sa position dominante. L'émission américaine 60 Minutes a à ce sujet réalisé une émission ayant entrainé une vive polémique,,. Une vidéo satirique réalisée en septembre 2016, critiquant la marque, obtient plus de 14 millions de vues rien que sur Facebook en un mois.
En 2019, le fondateur de LensCrafters, E. Dean Butler, s'est adressé au Los Angeles Times, admettant que la domination de Luxottica sur l'industrie de la lunette avait entraîné des majorations de prix de près de 1 000 %. Dans l'interview, Butler a noté que "vous pouvez obtenir des montures étonnamment bonnes, avec un niveau de qualité à la Warby Parker, pour 4 à 8 dollars. Pour 15 dollars, vous pouvez obtenir des montures de qualité designer, comme ce que vous obtiendriez chez Prada." Lorsqu'on lui a dit que certaines lunettes coûtaient jusqu'à 800 dollars aux États-Unis, Butler a fait remarquer : "Je sais. C'est ridicule. C'est une véritable arnaque,,".